# Borbála Tóth Harsányi
Borbála Tóth Harsányi   (Debrecen, 8 d'agost de 1946) fou una jugadora d'handbol hongaresa que va competir durant la dècada de 1970. Era la germana petita de la també jugadora d'handbol Katalin Tóth Harsányi.
El 1971 va guanyar la medalla de bronze al Campionat del món d'handbol que es va disputar als Països Baixos. Cinc anys més tard va prendre part en els Jocs Olímpics de Mont-real, on guanyà la medalla de bronze en la competició d'handbol.